# Lorenz Hoffstätter

Lorenz Hoffstätter, vor 1935

Lorenz Hoffstätter (* 29. Mai 1904 in Bonn; † 21. Dezember 1987 in Troisdorf) war ein deutscher Metallwarenfabrikant und Politiker (NSDAP).

## Leben und Wirken
Nach dem Besuch der Volksschule und der Realschule wurde Hoffstätter an der Kunstgewerbeschule in Wiesbaden ausgebildet. Anschließend erlernte er das Graveurhandwerk in Mainz. Nach dem Abschluss seiner Ausbildung trat er in das Geschäft seines Vaters ein.
Während der Besetzung des Ruhrgebiets durch französische Truppen in den frühen 1920er Jahren schloss Hoffstätter sich der Organisation Oberland an, mit der er sich am passiven Widerstand und am sogenannten Ruhrkampf gegen die Besatzungstruppen beteiligte. Nach seiner Ergreifung musste er vierundsechzig Tage Einzelhaft in einem französischen Gefängnis verbüßen.
Zum 1. April 1929 trat Hoffstätter in die NSDAP ein (Mitgliedsnummer 127.824). In dieser wurde er 1929 Kreisleiter im NSDAP-Kreis Sieg. Öffentliche Ämter bekleidete er in den Folgejahren als Abgeordneter des Kreistags von Bonn und der Bonner Handelskammer.
Von 1932 bis zur Auflösung dieser Körperschaft im Herbst 1933 war Hoffstätter Abgeordneter der NSDAP im Preußischen Landtag. 1933 lebte er als Kaufmann in Siegburg. Vom 12. November 1933 bis zum März 1936 saß Hoffstätter als Abgeordneter für den Wahlkreis 20 (Köln-Aachen) im nationalsozialistischen Reichstag.
Seit 1938 war Hoffstätter Firmenchef der Bonner Medaillenfabrik Ferd. Hoffstätter KG, mit der er während der NS-Zeit Partei und Militär mit Orden und Abzeichen beliefert hatte. In der Nachkriegszeit gehörten politisch rechte Kreise zu seiner Kundschaft, darunter die NPD und die Aktion Widerstand, aber auch die CDU.